# Tân Phước Khánh
Tân Phước Khánh là một phường thuộc thành phố Tân Uyên, tỉnh Bình Dương, Việt Nam.

## Địa lý
Phường Tân Phước Khánh nằm ở phía tây nam thành phố Tân Uyên, có địa giới hành chính:
- Phía đông giáp phường Thái Hòa
- Phía tây giáp thành phố Thủ Dầu Một
- Phía nam giáp thành phố Thuận An
- Phía bắc giáp phường Tân Vĩnh Hiệp và phường Khánh Bình.

Phường Tân Phước Khánh có diện tích 10,18 km², dân số năm 2021 là 62.778 người, mật độ dân số đạt 6.167 người/km².

## Hành chính
Phường Tân Phước Khánh được chia thành 8 khu phố: Bình Hòa 1, Bình Hòa 2, Khánh Hòa, Khánh Hội, Khánh Long, Khánh Lộc, Khánh Lợi, Khánh Thạnh.

## Lịch sử
Sau năm 1975, Tân Phước Khánh là một xã thuộc huyện Châu Thành cũ.
Ngày 11 tháng 3 năm 1977, huyện Châu Thành giải thể, xã Tân Phước Khánh chuyển sang trực thuộc huyện Tân Uyên.
Ngày 28 tháng 5 năm 1997, Chính phủ ban hành Nghị định số 54-CP. Theo đó, chuyển xã Tân Phước Khánh thành thị trấn Tân Phước Khánh.
Ngày 29 tháng 12 năm 2013, Chính phủ ban hành Nghị quyết số 136/NQ-CP về việc thành lập hai thị xã Bến Cát và Tân Uyên thuộc tỉnh Bình Dương. Theo đó, thành lập phường Tân Phước Khánh thuộc thị xã Tân Uyên trên cơ sở toàn bộ diện tích và dân số của thị trấn Tân Phước Khánh.
Sau khi thành lập, phường Tân Phước Khánh có 1.013,75 ha diện tích tự nhiên, dân số là 28.062 người.